# 폴란드 섭정왕국
폴란드 섭정왕국(폴란드어: Królestwo Regencyjne 크롤레스트보 레겐치네[*])은 제1차 세계 대전 때 독일 제국과 오스트리아-헝가리 제국이 폴란드 입헌왕국을 정복하고 그 땅에 계획한 종속국 내지 괴뢰국이다.
1916년 11월 5일 독일 제국과 오스트리아-헝가리 제국이 1916년 11월 5일에 중앙 강대국이 바르샤바 총독으로 개최한 폴란드 의회 영토에서 선포한 단명한 정치 체제였다. 이후 1918년 10월 6일부터 1918년 11월 22일 사이에 독립된 폴란드 제2공화국으로 전환되었으며, 후자의 관례적인 건국일은 1918년 11월 11일로 설정되었다.

## 같이 보기
- 제1차 세계 대전의 외교사